# Deklica za ogledalom
Deklica za ogledalom je pravljica slovenskega pisatelja Dima Zupana. Literarni lik dela je deklica Maja. Zgodbo je ilustriral Klavdij Palčič.

## O avtorju
Dim Zupan se je rodil 19.2.1946 v  Ljubljani, kjer živi in ustvarja, ima status samostojnega kulturnega delavca. Napisal je že več kot 20 knjig, večina izmed njih sodi v mladinsko in otroško književnost.  Poleg sveže tematike ga odlikuje kar se da izviren pripovedni slog ter poseben odnos do otrok in mladine. Po njegovem so otroci majhni odrasli, ki jim sicer manjkajo izkušnje, vendar meni, da so sposobni dojemati zapletene strani življenja. 
Zupan je dokončal študija prava, a ima od leta 1992 status svobodnega kulturnega delavca – pisatelja.  Že njegov oče, Vitomil Zupan, je bil znan pisatelj. Ko je začel pisati, je sodeloval z Manco Košir, kateri je dal prebrati delo Prvi dan Drekca Pekca in Pukca Smukca.  Le ta je bila nad delom navdušena.  Ko je dopolnil delo, je knjigo Trije dnevi Drekca Pekca in Pukca Smukca izdala Mladinska knjiga. Knjigi Trnovska mafija in Trnovska mafija drugič sta izšli leta 1992 in 1997, obe sta posvečeni hčerki Maji.  Nastala je tudi tretja knjiga, Trnovska mafija – v tretje gre rado (2003).
Zadnjo skupino Zupanovega ustvarjanja tvorijo štiri knjige kratkih zgodb: Maščevanje strašne juhice (1997), Maja že ve (2002), Najboljša flinta je dobra finta (2002) in Osica Maja (2004). 

## Interpretacija besedila
Deklica Maja je imela sošolko, ki je dobila bratca, kateremu je sama izbrala ime. Tudi Maja si je po tem dogodku želela imeti bratca, vendar sta starša njeno željo preložila na nedoločen čas. Maja je bila strašno razočarana. Zvečer se je pogledala v ogledalo, okoli vratu je imela obešen list z napisom MAJA. V ogledalu je zagledala deklico, ki je bila na las podobna njej sami, le da je njej pisalo na listu AJAM. Spoprijateljili sta se in se odločili, da bosta onidve sestrici. Kar naenkrat si Maja ni več tako močno želela bratca. Starši so bili zaskrbljeni, peljali so jo k zdravniku, vendar ni pomagalo, Maja ni izdala skrivnosti o sestrici AJAM. Tako je trajalo nekaj dni, da je Maja cele dneve preživela v svoji sobi in se pogovarjala skozi ogledalo s svojo podobo. Vseeno sta bila na koncu uspešnejša starša, ki sta jo uspela prepričati, da jima je povedala za skrivnost. Tudi onedva sta ji zaupala, da pričakujeta naraščaj in tako bo Maja dobila družbo.

## Analiza besedila
- Maja je sedemletna hčerka staršev, ki sta komaj začela graditi življenje in kariero. Je edinka in navajena dobiti vse, kar si želi, zato ni razumela v čem je problem imeti še enega otroka. Zaradi žalosti, ker ji starši niso ugodili želje, se je zatekla v sobo in si našla navidezno prijateljico v ogledu AJAM. Ko so jo starši odpeljali k zdravniku, se je z njim nesramno pogovarjala, vendar ji starši kasneje niso nič očitali. Ob zaključku zgodbe je vseeno zadovoljna, saj bo dobila družbo - bratca.

- Oče in Mama sta mlada starša, ki želita svoji hčerki nuditi vse, kar si v svojem življenju želi. Podzavestno sta se že ob prvi solzici, ki jo spustila Maja ob zavrnitvi, da bo imela bratca, odločila imeti še enega otroka.

- Kraj dogajanja: hiša, v kateri živi Maja s starši, šola, bolnišnica za duševne bolezni
- Čas dogajanja: več dni zapored sredi šolskega leta
- Glavne osebe: Maja in njeni starši